# Рорбах (Горња Баварска)
Рорбах (њем. Rohrbach) град је у њемачкој савезној држави Баварска. Једно је од 19 општинских средишта округа Пфафенхофен ан дер Илм. Према процјени из 2010. у граду је живјело 5.574 становника. Посједује регионалну шифру (AGS) 9186149.

## Географски и демографски подаци
Рорбах се налази у савезној држави Баварска у округу Пфафенхофен ан дер Илм. Град се налази на надморској висини од 396–440 метара. Површина општине износи 29,6 km². У самом граду је, према процјени из 2010. године, живјело 5.574 становника. Просјечна густина становништва износи 188 становника/km².

## Међународна сарадња
| Мјесто | Држава   | Врста сарадње | Од    |
| ------ | -------- | ------------- | ----- |
| Рорбах | Аустрија | партнерство   | 1996. |
| Извор  |          |               |       |